# 雞地

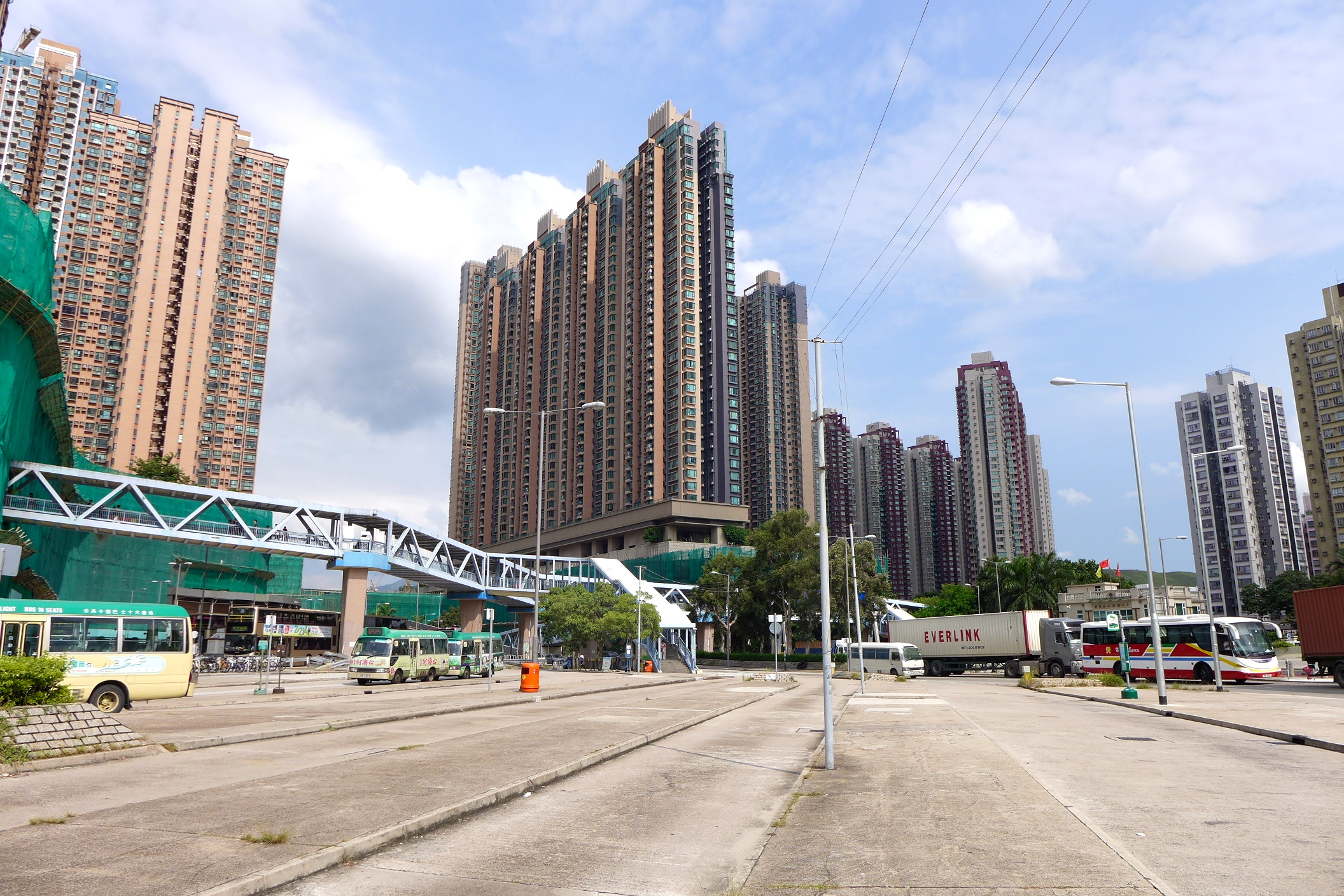
雞地 (2015年)

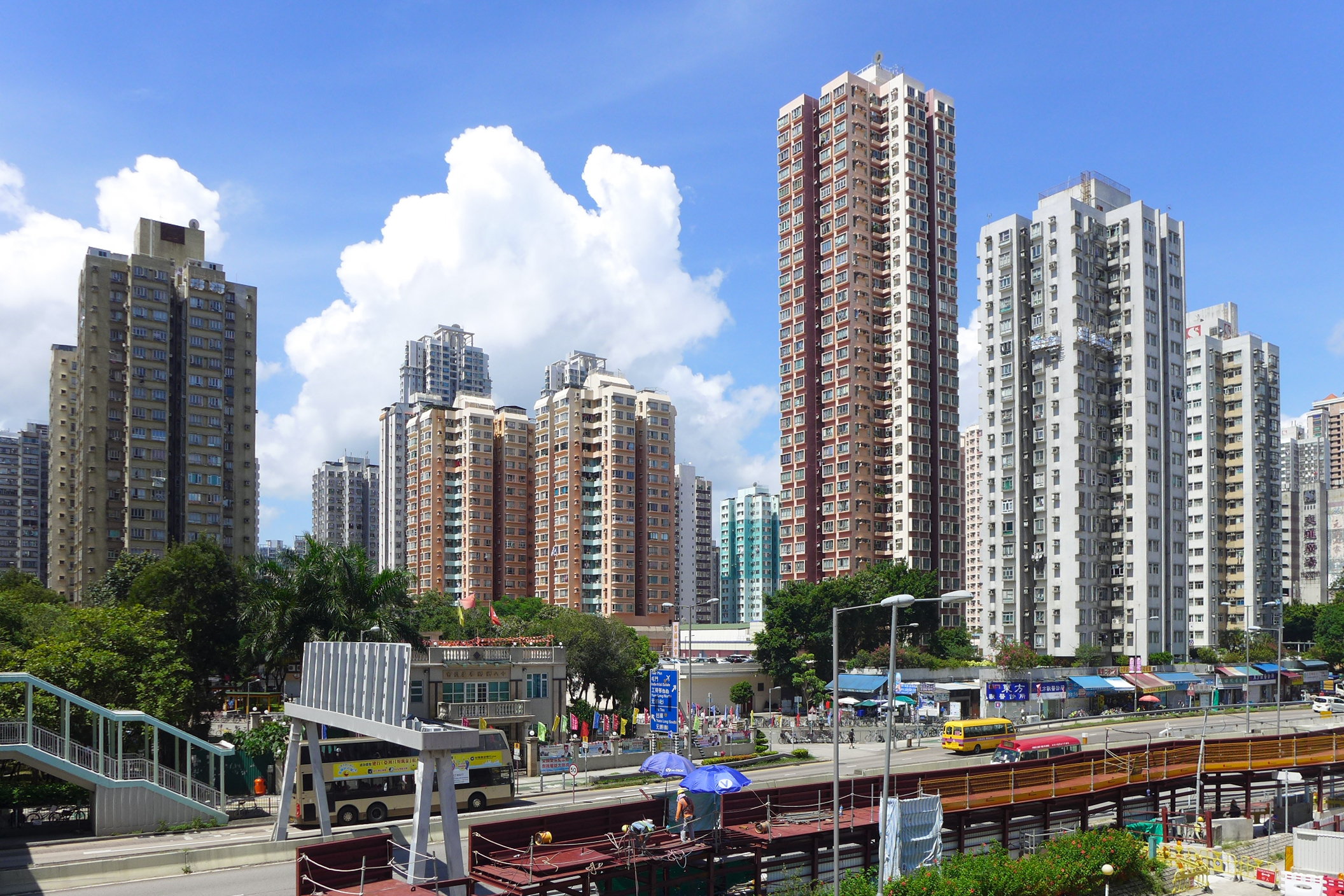
元朗鳳攸北街單棟式洋樓

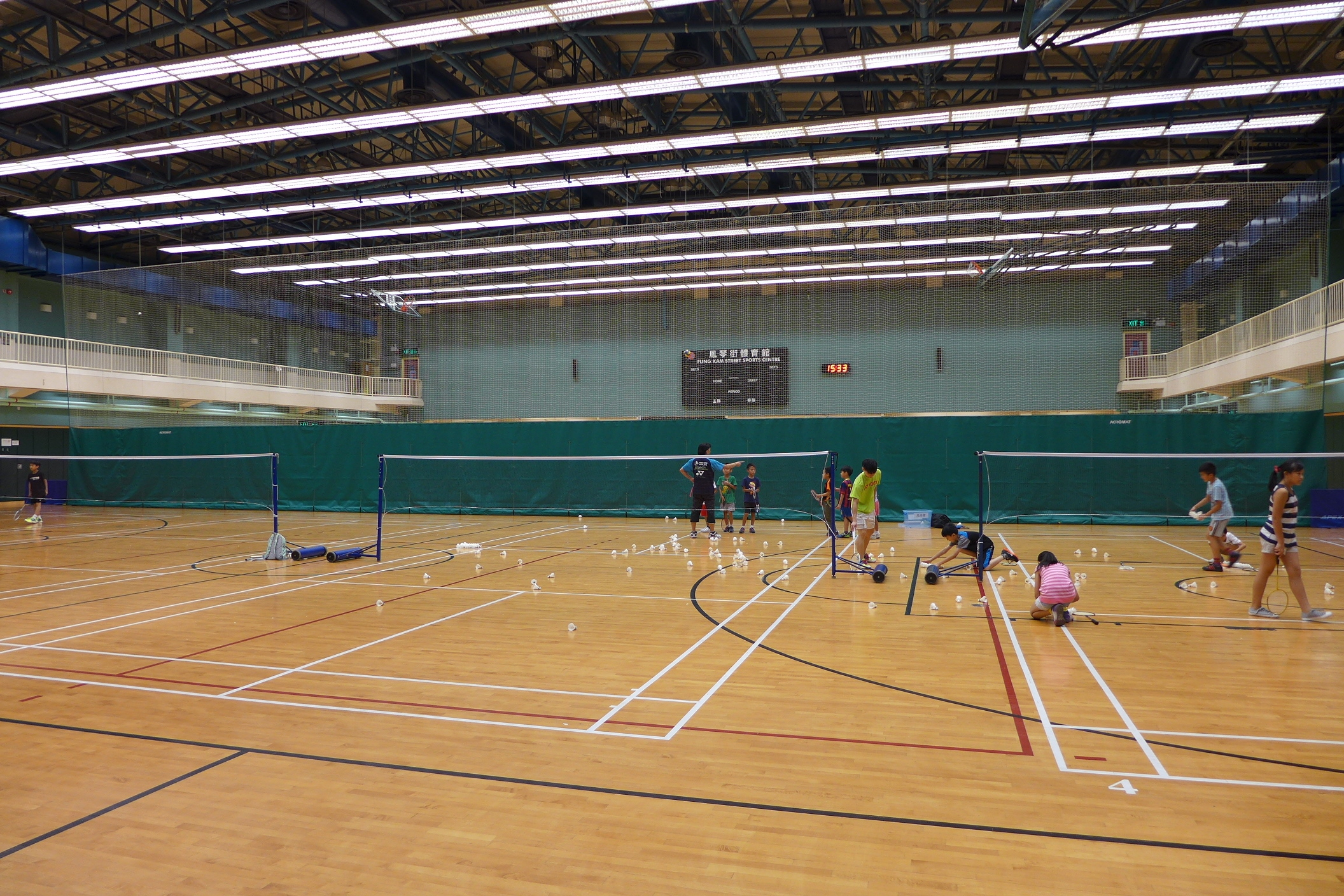
鳳琴街體育館

雞地（英語：Kai Tei），是香港元朗市中心東南部分的一個地方，位於青山公路－元朗段以南、鳳翔路以東、元朗公路以西、下攸田村以北，現時以住宅為主。雞地之名源於這裡曾是元朗墟買賣雞鴨等家禽的市場。

## 歷史
20世紀初，合益公司建立元朗新墟後，先在現時谷亭街一帶設立「大穀亭」供人們糶穀糴米，被稱爲「米地」。「米地」商戶後來被拆遷，然而政府同時亦考慮到元朗需要一個地方供村民販賣雞鴨。至1960年代初期，村民開始在元朗墟以東的空地售賣家禽。每逢墟期，村民會把雞鴨運到空地大棚販賣，並將一籠籠雞鴨放置在地上，久而久之人們便稱呼該地爲「雞地」。
到了1980年代起，該處開始發展出一些學校和單棟式洋樓為主的商住區。及後，政府於1985年決定發展雞地一帶，並打算興建公共屋邨及私人參建居屋，原訂於1994年落成，但最後並未成事。
1990年代，墟市的面積逐漸縮小，只剩下現時位於YOHO Midtown旁的蔬菜批發市場，而家禽墟市更已銷聲匿跡。 
由於「雞地」之名純屬當地居民約定俗成對該家禽市場的稱呼，而名字本身亦略爲土俗，故政府多年來亦沒有採用「雞地」之名作爲該區正式名稱，然而政府亦有考慮到「雞地」一帶家禽市場的歷史，故此當政府在該地進行新市鎮發展時，便使用了香港人常見對「雞」的雅稱「鳳」字作爲代替，如當地道路命名多以「鳳」字起頭，雞地附近的居屋屋苑命名爲「鳳庭苑」，區議會選區命名爲「鳳翔」分區，而從政府官方分區來說，該地現在已經被併入元朗市的一部分。
至於「雞地」二字，目前只能見於港攸路南側、下攸田村外的雞地停車場。雖然「雞地」之名不見於任何政府地圖或網絡地圖上，但「雞地」作爲有明確定義的通俗地名一直爲元朗居民所使用，並成為元朗人的集體回憶。

## 主要建築

### 私人屋苑
- 新時代廣場（YOHO Town）
- YOHO Midtown
- 雍翠豪園
- 好順利大廈
- 好順意大廈
- 好順景大廈
- 金龍樓
- 玉龍樓
- 昌威大廈
- 偉發大廈
- 順豐大廈
- 益發大廈

### 居屋屋苑
- 鳳庭苑

### 康樂設施
- 鳳琴街體育館
- 鳳群街花園

### 學校

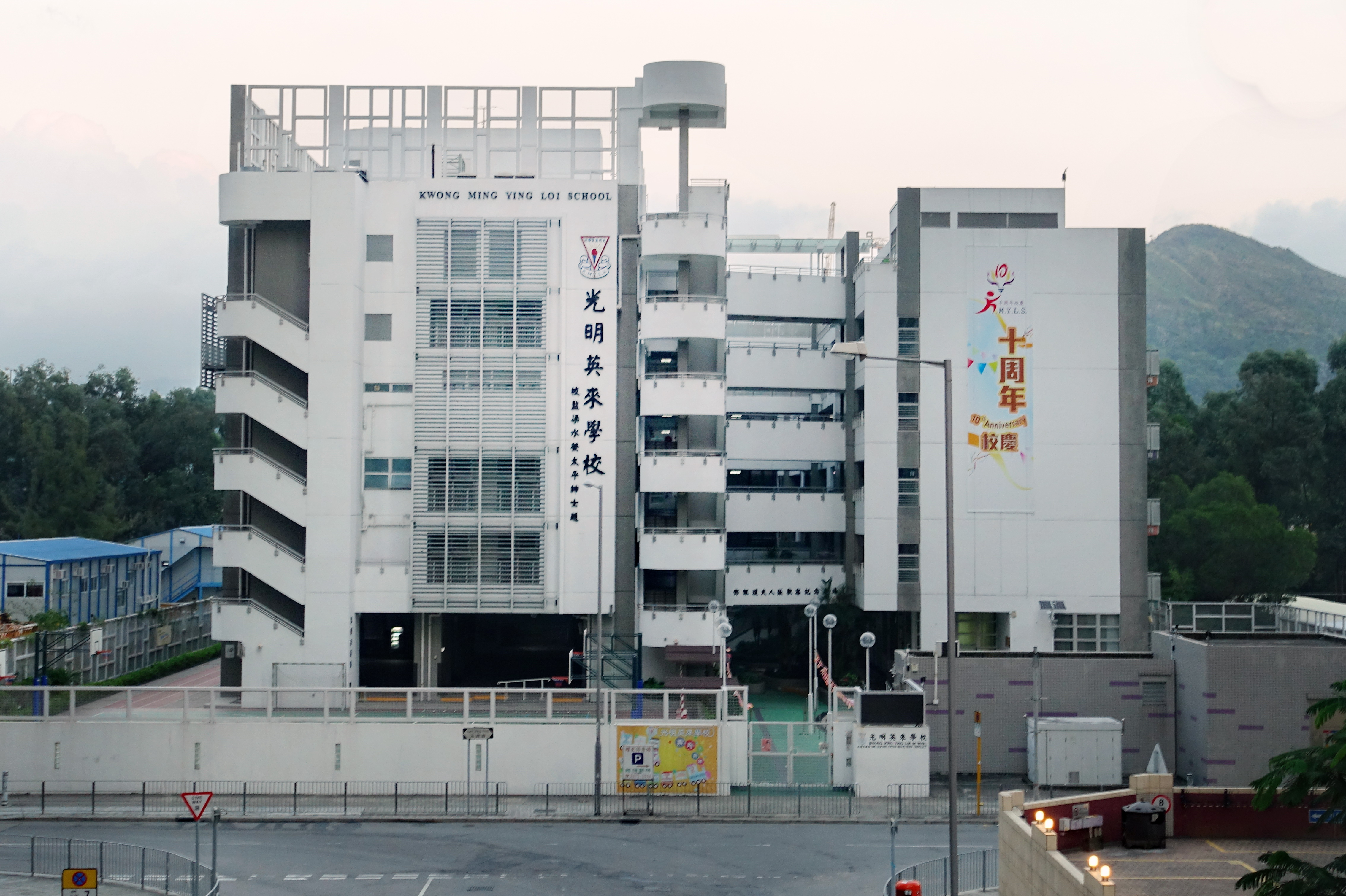
光明英來學校

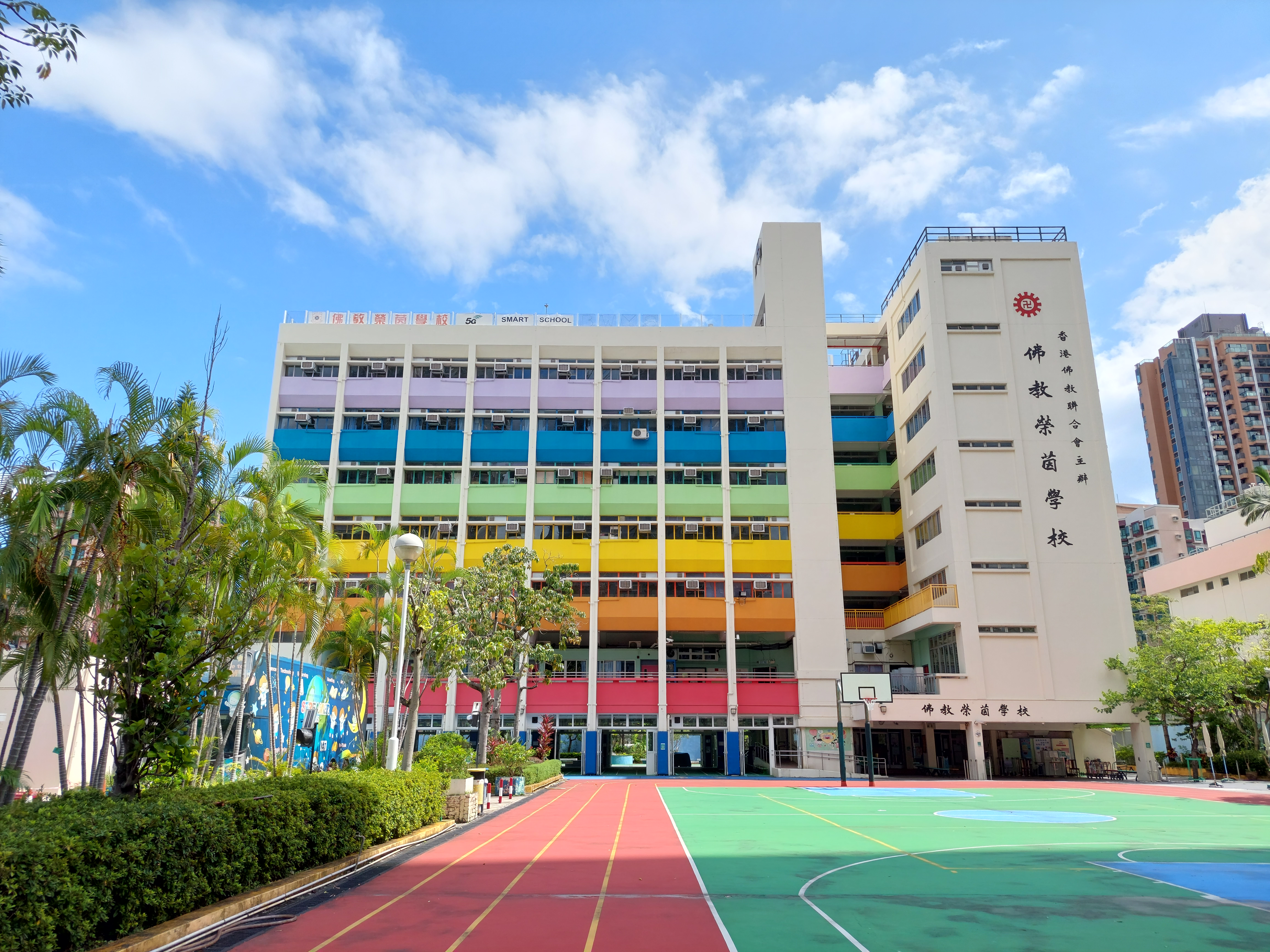
佛教榮茵學校

- 中華基督教會基朗中學
- 聖公會白約翰會督中學
- 中華基督教會基元中學
- 光明英來學校
- 佛教榮茵學校

## 街道

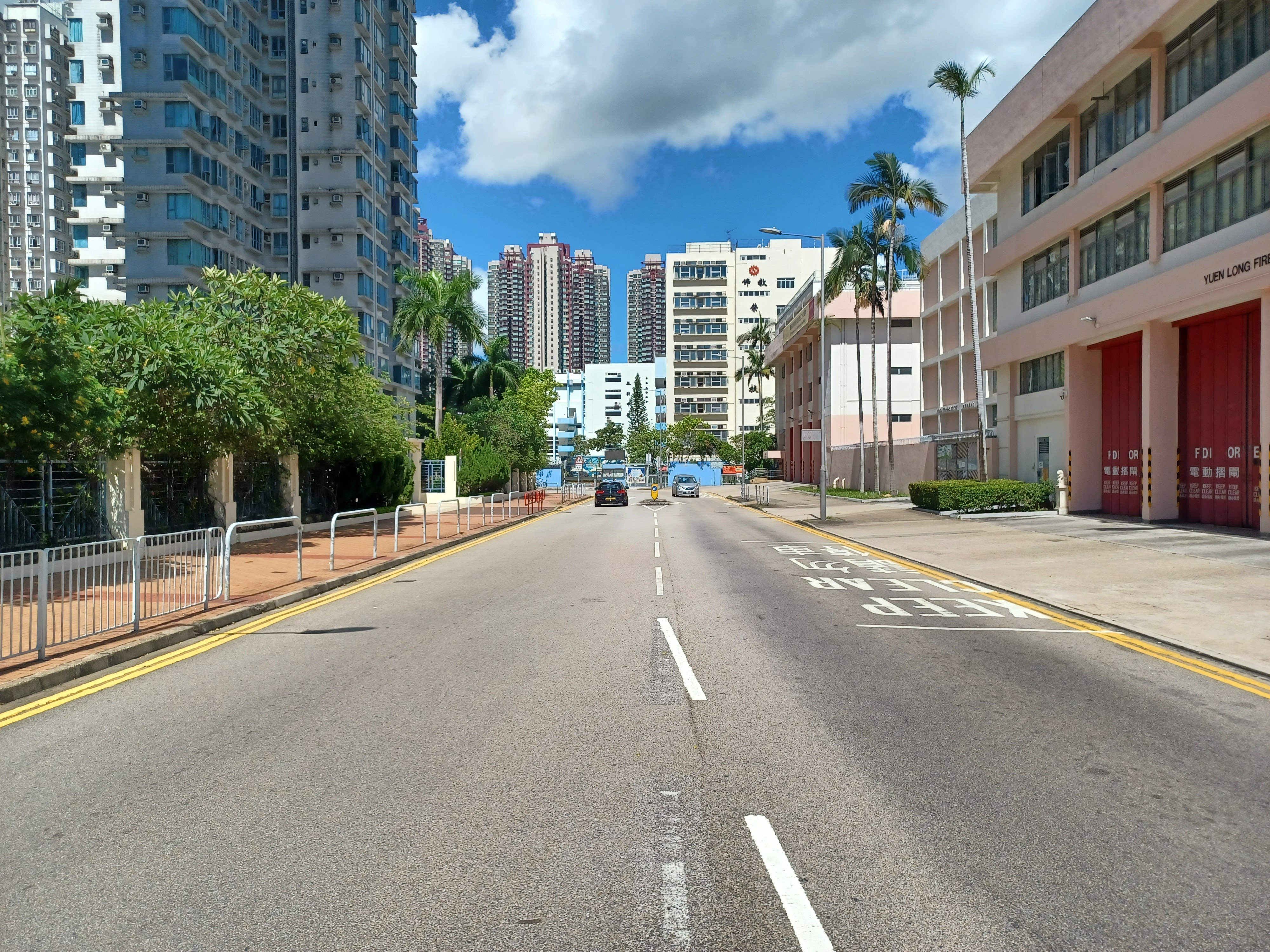
鳳琴街

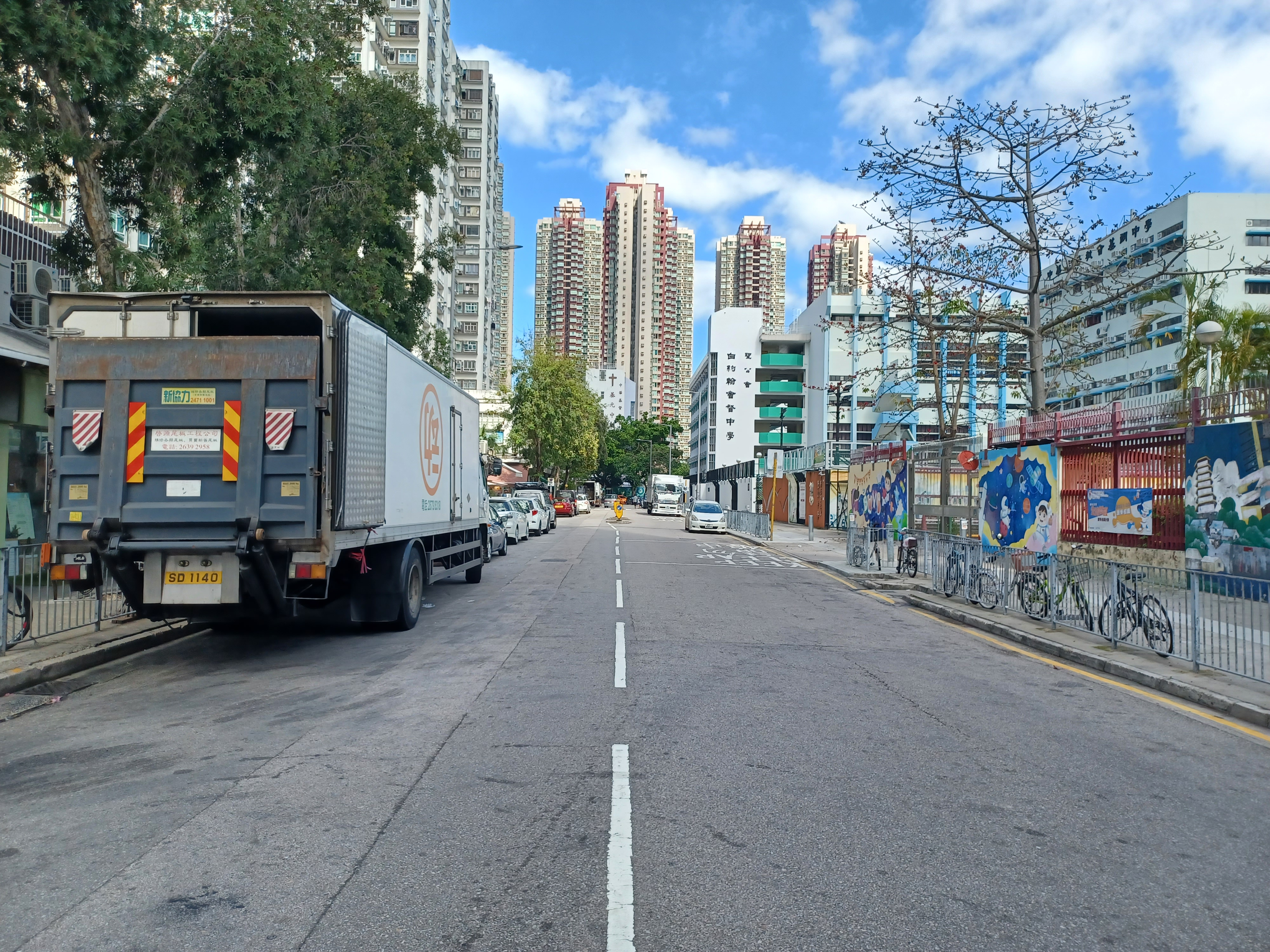
鳳攸南街

- 鳳翔路
- 鳳琴街
- 鳳香街
- 鳳群街
- 鳳攸東街
- 鳳攸南街
- 鳳攸北街

### 鳳攸北街

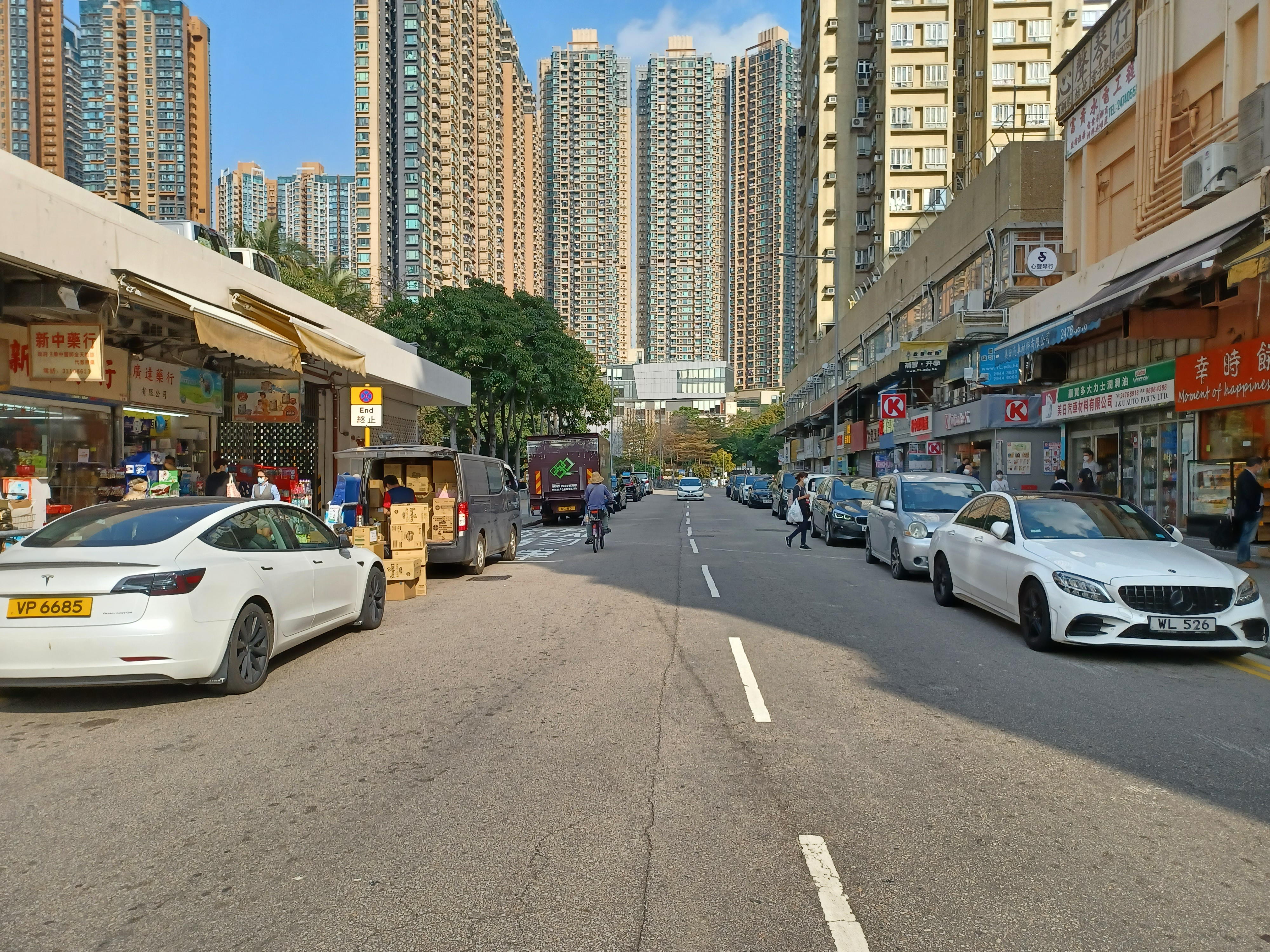
鳳攸北街

鳳攸北街（英語：Fung Yau Street North）兩旁主要以特色餐廳，獸醫診所和地產代理為主。間中也有市民自發開設街站發起分類回收、資源共享及環保教室的行動。

#### 地理位置
附近其它街道包括鳳攸東街、鳳琴街、鳳翔路等。
近年在區內人口上升下，每週假日和繁忙時間，都出現嚴重交通擠塞和人車爭路的情況。在2019年3月，有區議員提出要求政府在鳳攸北街轉出鳳翔路的位置增設班馬線和紅綠燈和研究增設新線道。而運輸署表示騰出空間增建道路非常困難，已經調較交通時間燈和在路口設置黃格道路標記及在路旁設置不准停車限制區。

#### 特色
鳳攸北街以往主要以汽車維修店為主，但自從2010年代YOHO Midtown入伙和YOHO MALL商場開業後，租金大幅上升兩至三倍，被地產代理及美容取代。現時該處是元朗區內的食街之一，如區內獨有的德國餐廳，馳名的醉雞「爽爽麵店」和鐵板燒專門店等。在2017年更有外賣店列入米芝蓮指南。

#### 主要設施
- 元朗（鳳攸北街）居民巴士總站：曾是居民巴士NR920線的起點站，現時該線已取消。[17]
- 鳳琴街體育館：雖然體育館被命名為「鳳琴街」體育館，但政府官方地址則為元朗鳳攸北街20號。[18][19]

## 重大事件
2019年7月21日晚上7時半，數百多名疑似三合會成員在雞地鳳琴街聚集。而根據鳳攸北街商戶提供的閉路電視片段，雖然有600至700名白衣人聚集在該處集結，期間亦有3架警車經過，但沒有警員下車和沒有響起警號。有身在該處的市民在晚上9時24分已先後報警兩次，但接電話的人只問他有否被人打和有沒有受傷，警車三度經過白衣人群，但並無截查或行動。多名沒有參加當日示威的市民行經這處時，亦遭多名白衫人士攻擊，其中一名在形點商場工作的廚師，在下班後途經雞地露天停車場時說道：「嘩，真係咁（如此）多白衫！」，被至少20名白衣暴徒亂棍圍毆至背部傷痕累累。據網上流傳多條片段和相片，建制派立法會議員何君堯當晚與多名包括襲擊者在內白衣人在此握手並合照。
同年9月21日，防暴警察在該處的一間便利店外制服至少三人，有警員與身穿「守護孩子」背心的年邁陳基裘推撞，其中一人更被帶進後巷，其間有警作出疑似踢腳動作。防暴警察也向記者施放胡椒噴霧，多名記者跌倒。新鄰舍北區教會證實，一名成員出現暈眩情況，口腔及牙齒流血，但也被控以襲警。在翌日的警察記者會，新界北總區警司韋華高（Vasco Gareth Llewellyn Williams）更稱只見有警員在踢一件「黃色的物體（yellow object）」，引起連串爭議。

## 另見
- 1985年元朗(東)雞地照片 - 香港公共圖書館館藏（页面存档备份，存于）（現存記錄雞地家禽買賣活動的珍貴歷史照片。照片中可見雞地當時仍然存在的家禽買賣活動，而背景能看見鳳攸北街一帶的住宅。）